# Acte 2 de la Coupe Louis Vuitton 2007
L'Acte 2 de la Coupe Louis Vuitton 2007 est une compétition de la Coupe de l'America 2007. Elle a eu lieu du 4 octobre au 11 octobre 2004 à Valence.

## Participants
| Syndicat                  | Pays             |
| Alinghi                   | Suisse           |
| BMW Oracle Racing         | États-Unis       |
| Team Shosholoza           | Afrique du Sud   |
| Emirates Team New Zealand | Nouvelle-Zélande |
| K-Challenge               | France           |
| Le Défi                   | France           |
| +39 Challenge             | Italie           |
| Luna Rossa Challenge      | Italie           |

## Programme
| Date            | Événement             | Résultat |
| 4 octobre 2004  | Cérémonie d'ouverture | |
| 5 octobre 2004  | Match racing          | Luna Rossa Challenge bat BMW Oracle Racing Alinghi bat +39 Challenge K-Challenge bat Le Défi Emirates Team New Zealand bat Team Shosholoza |
| 5 octobre 2004  | Match racing          | Le Défi bat Team Shosholoza Alinghi bat Luna Rossa Challenge BMW Oracle Racing bat +39 Challenge Emirates Team New Zealand bat K-Challenge |
| 6 octobre 2004  | Match racing          | Alinghi bat K-Challenge Le Défi bat +39 Challenge Luna Rossa Challenge bat Emirates Team New Zealand BMW Oracle Racing bat Team Shosholoza |
| 6 octobre 2004  | Match racing          | Régates reportées |
| 7 octobre 2004  | Match racing          | Luna Rossa Challenge bat K-Challenge Emirates Team New Zealand bat Alinghi +39 Challenge bat Team Shosholoza BMW Oracle Racing bat Le Défi |
| 7 octobre 2004  | Match racing          | Alinghi bat Le Défi Emirates Team New Zealand bat BMW Oracle Racing Luna Rossa Challenge bat Team Shosholoza K-Challenge bat +39 Challenge |
| 8 octobre 2004  | Jour de repos         | |
| 9 octobre 2004  | Match racing          | BMW Oracle Racing bat Alinghi Emirates Team New Zealand bat Le Défi K-Challenge bat Team Shosholoza Luna Rossa Challenge bat +39 Challenge |
| 9 octobre 2004  | Match racing          | Alinghi bat Team Shosholoza Luna Rossa Challenge bat Le Défi Emirates Team New Zealand bat +39 Challenge BMW Oracle Racing bat K-Challenge |
| 9 octobre 2004  | Match racing          | Alinghi bat +39 Challenge Luna Rossa Challenge bat BMW Oracle Racing Le Défi bat K-Challenge Emirates Team New Zealand bat Team Shosholoza |
| 10 octobre 2004 | Match racing          | Régates reportées |
| 10 octobre 2004 | Match racing          | Régates reportées |
| 11 octobre 2004 | Match racing          | Emirates Team New Zealand bat K-Challenge BMW Oracle Racing bat +39 Challenge Luna Rossa Challenge bat Alinghi Le Défi bat Team Shosholoza |
| 11 octobre 2004 | Match racing          | BMW Oracle Racing bat Team Shosholoza Emirates Team New Zealand bat Luna Rossa Challenge +39 Challenge bat Le Défi Alinghi bat K-Challenge |
| 11 octobre 2004 | Match racing          | Luna Rossa Challenge bat Le Défi Alinghi bat Team Shosholoza BMW Oracle Racing bat K-Challenge Emirates Team New Zealand bat +39 Challenge |
| 12 octobre 2004 | Match racing          | Régates annulées |
| 12 octobre 2004 | Match racing          | Régates annulées |
| 12 octobre 2004 | Match racing          | Régates annulées |

## Classement final
| Rang | Syndicat                  | Points |
| 1er  | Emirates Team New Zealand | 11,5   |
| 2e   | Luna Rossa Challenge      | 10,5   |
| 3e   | BMW Oracle Racing         | 9,5    |
| 4e   | Alinghi                   | 9,5    |
| 5e   | Le Défi                   | 5,5    |
| 6e   | K-Challenge               | 4,5    |
| 7e   | +39 Challenge             | 3,5    |
| 8e   | Team Shosholoza           | 1,5    |